# 한국분석시험연구원
한국분석시험연구원(韓國分析試驗硏究阮, Korea Analysis Test Researcher, KATR은 ILAC 국제공인 및 KOLAS 국가공인시험기관으로 항균 · 항곰팡이(방미도) · 균검출 · 항산화 · 항암 · 항염세포 · 피부저자극 및 임상시험은 물론, 미세플라스틱 시험분석 센터를 추가 설립하여 다양한 분야의 시험성적서 발행 서비스를 제공하고 있는 기관이다.
본원은 경기도 고양시 덕양구 통일로140, A동 219,220,336호(삼송테크노밸리)에 위치하고 있으며
지점은 전북특별자치도 전주시 덕진구 오공로123, 205호(만성동)에 위치하고 있다. 

## 연혁
- 2017년 4월: 서울시 서대문구 연희로, 한국분석시험연구원(KATR)개원
- 2017년 11월: 항산화지식연구센터 설립
- 2017년 12월: 한국미생물발효센터 설립
- 2018년 9월: 한국암분석센터 설립
- 2018년 10월: 한국분석시험연구원 벤처기업등록 지정 - 산업통상자원부
- 2018년 11월: 한국분석시험연구원 기업부설연구소 설립
- 2018년 12월: 경기도 고양시 덕양구 통일로(삼송테크노밸리), 확장 이전
- 2019년 6월: KOITA업무제휴 계약 체결
- 2019년 10월: 한국연구개발서비스업 지정 - 과학기술정보통신부
- 2019년 11월: 연구기반활용사업 운영기관 지정 - 중소벤처기업부
- 2019년 12월: 인재육성형 중소기업 지정 - 중소벤처기업부
- 2020년 4월: 올리고펩타이드 유도체 및 이를 포함하는 주름개선전용 조성물 특허 취득 외 3건
- 2020년 6월: 전북센터 개원
- 2020년 8월: KOITA회원협력 기술융합 클러스터 선정
- 2020년 11월: ISO 9001 : 2015, ISO 14001 : 2015 획득
- 2020년 11월: 경기도 고양시 덕양구 통일로, 삼송테크노밸리 추가 확장
- 2020년 12월: 한국바이오메디칼센터 설립
- 2020년 12월: 한국미세플라스틱분석센터 설립
- 2021년 9월: 기술혁신 중소기업(Inno-biz)취득
- 2022년 8월: KOLAS 국가공인시험기관 인정
- 2022년 11월: 고려대 건강정보기술센터MOU 체결
- 2022년 12월: ILAC-MRA 국제공인시험기관 인정

## 조직

### 원장
- 김주환

### 분석시험본부
- 분석 1팀: 액상, 겔, 광물질 항균시험
- 분석 2팀: 세포시험, 동물대체시험
- 분석 3팀: 항산화시험, 신뢰성시험, 고객맞춤시험
- 분석 4팀: 균, 곰팡이 검출 시험 및 섬유, 비다공성 항균시험
- 분석 5팀: 미세플라스틱시험

### 개발컨설팅팀
- 제품 개발 단계의 제품을 의뢰하여 품질 향상 컨설팅 담당

### 정부과제팀
- 국가R&D 신규사업 발굴 및 연구개발 담당

### 기획팀
- 연구사업기획 담당

### 경영지원팀
- 회계, 세무, 인사 담당